# Farès Ferjani
Farès Ferjani (arabisch فارس الفرجاني; * 22. Juli 1997 in Tunis) ist ein tunesischer Säbelfechter.

## Erfolge
Farès Ferjani nahm an den Olympischen Jugend-Sommerspielen 2014 in Nanjing teil, verpasste als Vierter jedoch knapp einen Medaillengewinn. Zwei Jahre darauf vertrat er Tunesien auch bei den Olympischen Spielen in Rio de Janeiro, wo er in der ersten Runde des Einzels gegen Aldo Montano ausschied. Auch bei den 2021 in Tokio ausgetragenen Olympischen Spielen kam er nicht über die erste Runde hinaus. Diesmal unterlag er Enrico Berrè. Dazwischen gelang ihm bei den Afrikaspielen in Rabat sein bis dato größter internationaler Erfolg, als er bei den in Salé ausgetragenen Fechtwettkämpfen die Goldmedaille im Einzel gewann. 2024 sicherte er sich mit der tunesischen Mannschaft bei den Afrikameisterschaften in Casablanca ebenso den Titelgewinn.
Bei den Olympischen Spielen 2024 in Paris überstand Ferjani nicht nur erstmals die erste Runde der Einzelkonkurrenz bei Olympischen Spielen, es gelang ihm nach drei weiteren Siegen sogar der Finaleinzug. Dabei schlug er unter anderem im Halbfinale den Weltranglistenersten Ziad El-Sissy. Im Finale unterlag er schließlich Oh Sang-uk mit 11:15 und gewann damit die Silbermedaille.
Ferjani studierte International Business an der St. John’s University. Sein Bruder Mohamed Ayoub Ferjani war ebenfalls Fechter.